# ビリングス郡 (ノースダコタ州)
ビリングス郡（英: Billings County）は、アメリカ合衆国ノースダコタ州の南西部に位置する郡である。2010年国勢調査での人口は783人であり、2000年の888人から11.8％減少した。ノースダコタ州の郡ではスロープ郡に次いで人口が2番目に少ない。郡庁所在地はメドラ市（人口112人）であり、同郡で人口最大の自治体でもある。

## 歴史
ビリングス郡は、1879年にダコタ準州議会が承認し、郡名はノーザン・パシフィック鉄道の社長フレデリック・H・ビリングスに因んで名付けた。実際には7年後の1886年5月4日にメドラでの集会で組織化された。郡領域は、1912年にゴールデンバレー郡、1915年にスロープ郡が分離されて小さくなった。

## 地理
アメリカ合衆国国勢調査局に拠れば、郡域全面積は1,153平方マイル (2,986.3 km2)であり、このうち陸地は1,1651平方マイル (2,981.1 km2)、水域は2平方マイル (5.2 km2)で水域率は0.17％である。セオドア・ルーズベルト国立公園の南ユニットが郡の中央部、メドラの直ぐ北に位置している。ブリーパルピット・ゴルフコースがメドラの南3マイル (5 km) にある。

### 主要高規格道路
- 州間高速道路94号線
- アメリカ国道85号線

### 隣接する郡
- マッケンジー郡 - 北
- ダン郡 - 北東
- スターク郡 - 東
- スロープ郡 - 南
- ゴールデンバレー郡 - 西

### 国立保護地域
- リトルミズーリ国立草原（部分）
- セオドア・ルーズベルト国立公園（部分）

## 人口動態
以下は2000年の国勢調査による人口統計データである。
| 基礎データ - 人口: 888人 - 世帯数: 366 世帯 - 家族数: 255 家族 - 人口密度: 0.31人/km2（0.79人/mi2） - 住居数: 529軒 - 住居密度: 0.18軒/km2（0.45軒/mi2） 人種別人口構成 - 白人: 98.76% - ネイティブ・アメリカン: 0.11% - 太平洋諸島系: 0.11% - その他の人種: 0.11% - 混血: 0.90% - ヒスパニック・ラテン系: 0.34% 先祖による構成 - ドイツ系：44.2％ - ウクライナ系：17.5％ - ノルウェー系：8.2％ - アイルランド系：5.4％ 年齢別人口構成 - 18歳未満: 24.9% - 18-24歳: 4.5% - 25-44歳: 26.6% - 45-64歳: 28.0% - 65歳以上: 16.0% - 年齢の中央値: 42歳 - 性比（女性100人あたり男性の人口） - 総人口: 112.9 - 18歳以上: 112.4 | 世帯と家族（対世帯数） - 18歳未満の子供がいる: 29.2% - 結婚・同居している夫婦: 62.6% - 未婚・離婚・死別女性が世帯主: 4.4% - 非家族世帯: 30.1% - 単身世帯: 26.8% - 65歳以上の老人1人暮らし: 7.7% - 平均構成人数 - 世帯: 2.43人 - 家族: 2.95人 収入と家計 - 収入の中央値 - 世帯: 32,667米ドル - 家族: 35,750米ドル - 性別 - 男性: 32,500米ドル - 女性: 21,000米ドル - 人口1人あたり収入: 16,186米ドル - 貧困線以下 - 対人口: 12.8% - 対家族数: 10.7% - 18歳未満: 11.0% - 65歳以上: 12.8% |

## 大統領選挙の動向
ビリングス郡は伝統的に共和党支持である。最近3回のアメリカ合衆国大統領選挙では、共和党候補が郡投票数の70％以上を獲得した。第3の政党や独立系の候補者にも幾らかの興味を示している。1992年と1996年の選挙ではアメリカ改革党から出馬したロス・ペローが20％以上を獲得した。さらに2000年の選挙ではアメリカ改革党のパット・ブキャナンに約6％の票を投じた。

## 都市と町

### 都市
- メドラ - 郡庁所在地

注: ノースダコタ州の法人化された自治体は、その大きさに拠らず全て「市」になる

### その他の町
- フェアフィールド
- ゴーラム
- フライバーグ
- スコリアポイントコーナー
- シックスマイルコーナー
- サリースプリングス